# Línies de Fraunhofer
En física, les línies de Fraunhofer o ratlles de Fraunhofer són un conjunt de línies espectrals que reben el seu nom en honor del físic alemany Joseph von Fraunhofer (1787-1826). Originalment, aquestes línies van ser observades com unes línies fosques (línies d'absorció) en l'espectre del Sol.
El químic anglès William Hyde Wollaston va ser el primer, el 1802, a observar la presència d'un cert nombre de línies fosques en l'espectre solar. De manera independent, Fraunhofer va descobrir les línies el 1814 i va començar a estudiar-les de manera sistemàtica mesurant la longitud d'ona que corresponia a la localització de les línies fosques. En total, va registrar-ne 570 línies i va designar-ne les principals amb una lletra entre la A i la K, mentre que utilitzava altres lletres per a les línies més febles.
Finalment, Kirchhoff i Bunsen van descobrir que cada element químic era associat amb un conjunt de línies espectrals i van deduir que les línies fosques en l'espectre solar eren causades per l'absorció per part d'aquells elements a les capes altes del Sol. Algunes de les línies fosques també són causades per l'absorció de les molècules d'oxigen en l'atmosfera terrestre.
Les principals línies de Fraunhofer es mostren en la imatge següent i l'associació entre les línies i els elements químics es mostra en la taula de sota:
| Denominació | Element | Longitud d'ona (nm) | Denominació | Element | Longitud d'ona (nm) |
| y           | O₂      | 898,765             | c           | Fe      | 495,761             |
| Z           | O₂      | 822,696             | F           | Hβ      | 486,134             |
| A           | O₂      | 759,370             | d           | Fe      | 466,814             |
| B           | O₂      | 686,719             | e           | Fe      | 438,355             |
| C           | Hα      | 656,281             | G'          | Hγ      | 434,047             |
| a           | O₂      | 627,661             | G           | Fe      | 430,790             |
| D1          | Na      | 589,592             | G           | Ca      | 430,774             |
| D₂          | Na      | 588,995             | h           | Hδ      | 410,175             |
| D₃ o d      | He      | 587,5618            | H           | Ca+     | 396,847             |
| e           | Hg      | 546.073             | K           | Ca+     | 393,368             |
| E₂          | Fe      | 527.039             | L           | Fe      | 382.044             |
| b1          | Mg      | 518,362             | N           | Fe      | 358,121             |
| b₂          | Mg      | 517,270             | P           | Ti+     | 336,112             |
| b₃          | Fe      | 516,891             | T           | Fe      | 302,108             |
| b₄          | Fe      | 516,891             | t           | Ni      | 299,444             |
| b₄          | Mg      | 516,733             |             |         |                     |

Les línies C, F, G' i h corresponen a les línies alfa, beta, gamma i delta de la sèrie de Balmer de l'emissió de l'àtom d'hidrogen. Les línies D1 i D₂ formen el conegut doblet del sodi; la longitud d'ona central (589,29 nm) del doblet ha rebut la denominació d.
En la literatura científica, hom pot trobar diferents denominacions per a algunes línies; per exemple, la línia d de Fraunhofer es pot referir a la línia cian del ferro a 466,814 nm, o de manera alternativa, a la línia groga de l'heli at 587,5618 nm (de vegades denominada D₃). També hi ha ambigüitat en referir-nos a la línia e, en tant que pot referir-se a línies espectrals de ferro (Fe) o mercuri (Hg). Per tal de resoldre aquestes ambigüitats, les línies de Fraunhofer susceptibles de diverses denominacions incorporen la denominació de l'element a què són associades; així, tindríem la línia e del mercuri o la línia d de l'heli.
Com a conseqüència que, a les línies de Fraunhofer, els corresponen unes longituds d'ona molt ben definides, de vegades són utilitzades per a caracteritzar les propietats de l'índex de refracció i la dispersió dels materials òptics.